# جيورجيان دي أراسكايتا
جيورجيان دانيال دي أراسكايتا بينيديتي ((بالإسبانية: Giorgian Daniel de Arrascaeta Benedetti)‏؛ مواليد 1 يونيو 1994) هو لاعب كرة قدم أوروغواياني يلعب مع نادي فلامنغو و‌منتخب الأوروغواي لكرة القدم في مركز الوسط الهجومي.

## روابط خارجية
- جيورجيان دي أراسكايتا على موقع الاتحاد الدولي (مؤرشف)  (الإنجليزية)
- جيورجيان دي أراسكايتا على موقع إي إس بي إن إف سي (الإنجليزية)
- جيورجيان دي أراسكايتا على موقع قاعدة بيانات كرة القدم.إي يو (الإنجليزية)
- جيورجيان دي أراسكايتا على موقع ليكيب (الفرنسية)
- جيورجيان دي أراسكايتا على موقع ناشيونال فوتبول تيمز (الإنجليزية)
- جيورجيان دي أراسكايتا على موقع Soccerway.com (الإنجليزية)
- جيورجيان دي أراسكايتا على موقع عالم كرة القدم.نت (الإنجليزية)
- جيورجيان دي أراسكايتا على موقع AS.com (الإسبانية)